# Bułgaria na Mistrzostwach Świata w Lekkoatletyce 2015
Bułgaria na Mistrzostwach Świata w Lekkoatletyce 2015 – reprezentacja Bułgarii podczas Mistrzostw Świata w Pekinie liczyła 10 zawodników, z których żaden nie zdobył medalu.

## Występy reprezentantów Bułgarii

### Mężczyźni

#### Konkurencje biegowe
| Konkurencja                   | Zawodnik    | Runda 1  | Runda 1 | Półfinał | Półfinał | Finał    | Finał   |
| Konkurencja                   | Zawodnik    | Rezultat | Pozycja | Rezultat | Pozycja  | Rezultat | Pozycja |
| ----------------------------- | ----------- | -------- | ------- | -------- | -------- | -------- | ------- |
| Bieg na 3000 m z przeszkodami | Mitko Cenow | 9:02,27  | 35.     | —        | —        | NQ       | NQ      |

#### Konkurencje techniczne
| Konkurencja    | Zawodnik       | Eliminacje | Eliminacje | Finał    | Finał   |
| Konkurencja    | Zawodnik       | Rezultat   | Pozycja    | Rezultat | Pozycja |
| -------------- | -------------- | ---------- | ---------- | -------- | ------- |
| Trójskok       | Georgi Conow   | 16,59      | 16.        | NQ       | NQ      |
| Trójskok       | Rumen Dimitrow | 16,53      | 17.        | NQ       | NQ      |
| Pchnięcie kulą | Georgi Iwanow  | NM         | NM         | NQ       | NQ      |

### Kobiety

#### Konkurencje biegowe
| Konkurencja                   | Zawodniczka        | Runda 1    | Runda 1 | Półfinał   | Półfinał | Finał    | Finał   |
| Konkurencja                   | Zawodniczka        | Rezultat   | Pozycja | Rezultat   | Pozycja  | Rezultat | Pozycja |
| ----------------------------- | ------------------ | ---------- | ------- | ---------- | -------- | -------- | ------- |
| Bieg na 100 m                 | Inna Eftimowa      | 11,50      | 38.     | NQ         | NQ       | NQ       | NQ      |
| Bieg na 100 m                 | Iwet Łałowa-Collio | 11,09 (SB) | 10. Q   | 11,13      | 14.      | NQ.      | NQ.     |
| Bieg na 200 m                 | Iwet Łałowa-Collio | 22,54 (SB) | 4. Q    | 22,32 (PB) | 4. q     | 22,41    | 7.      |
| Bieg na 3000 m z przeszkodami | Silwia Danekowa    | 9:46,31    | 28.     | —          | —        | NQ       | NQ      |

#### Konkurencje techniczne
| Konkurencja | Zawodniczka             | Eliminacje | Eliminacje | Finał      | Finał   |
| Konkurencja | Zawodniczka             | Rezultat   | Pozycja    | Rezultat   | Pozycja |
| ----------- | ----------------------- | ---------- | ---------- | ---------- | ------- |
| Skok wzwyż  | Mirela Demirewa         | 1,92       | 12. q      | 1,88       | 9.      |
| Skok wzwyż  | Wenelina Wenewa-Mateewa | 1,80       | 28.        | NQ         | NQ      |
| Trójskok    | Gabrieła Petrowa        | 14,44      | 1. Q       | 14,66 (PB) | 4.      |